# The Libertines (album)
The Libertines är den brittiska rockgruppen The Libertines andra och sista album, utgivet 2004. Det producerades av Mick Jones, känd från The Clash.
Albumet blev etta på UK Albums Chart. "Can't Stand Me Now" och "What Became of the Likely Lads" släpptes som singlar och blev båda topp 10 på singellistan.

## Låtlista
1. "Can't Stand Me Now" – 3:23
2. "Last Post on the Bugle" – 2:32
3. "Don't Be Shy" – 3:03
4. "The Man Who Would Be King" – 3:59
5. "Music When the Lights Go Out" – 3:02
6. "Narcissist" – 2:10
7. "The Ha Ha Wall" – 2:29
8. "Arbeit Macht Frei" – 1:13
9. "Campaign of Hate" – 2:10
10. "What Katie Did" – 3:49
11. "Tomblands" – 2:06
12. "The Saga" – 1:53
13. "Road to Ruin" – 4:21
14. "What Became of the Likely Lads" – 5:54 (efter låten ligger låten "France", från deras demo, som en gömd låt)